# Кюгельген, Вильгельм фон
Вильге́льм Георг Александр фон Кю́гельген (нем. Wilhelm Georg Alexander von Kügelgen; 20 ноября 1802, Санкт-Петербург — 25 мая 1867, Балленштедт, Королевство Саксония) — немецкий живописец и график, портретист, писатель, придворный художник и камергер герцогского двора Ангальт-Бернбурга. Сын живописца Герхарда фон Кюгельгена. Наибольшую известность приобрел благодаря опубликованным посмертно мемуарам «Детские воспоминания старого человека» (Jugenderinnerungen eines alten Mannes), дающим живую и яркую картину интеллектуальной и гражданской жизни раннего романтического периода культуры Германии. Эта книга выдержала множество изданий на разных языках.

## Биография
Вильгельм родился в семье художников, он был сыном живописца Герхарда фон Кюгельгена и племянником Карла фон Кюгельгена. Раннее детство провёл в Дрездене, Королевство Саксония, в здании, известном теперь как Кюгельгенхаус (Kügelgenhaus). Теперь в этом доме находится Музей дрезденского романтизма (Museum der Dresdner Romantik).
Учился в гимназии в Бернбурге (1817—1818). С 1818 года занимался живописью в Дрезденской Академии искусств под руководством отца, а после его смерти с 1820 года учился у Ф. Хартманна.
Кюгельген также дружил с Каспаром Давидом Фридрихом (1774—1840), Юханом Кристианом Далем (1788—1857) и Карлом Готлибом Пешелем (1798—1879). Его детские воспоминания также содержат важную информацию и описания обширного круга друзей семьи, которые были в центре раннего романтизма.
Работал как исторический живописец, портретист; писал картины на библейские сюжеты. Убийство отца 27 марта 1820 года вызвало в его жизни глубокий кризис. Он также страдал от усиливающегося дальтонизма. В 1825 году вместе с учеником своего дяди Тимолеоном Неффом предпринял поездку в Рим, где подружился с Людвигом Рихтером. В 1826 году после кратковременного пребывания в Венеции и Флоренции вернулся на родину.

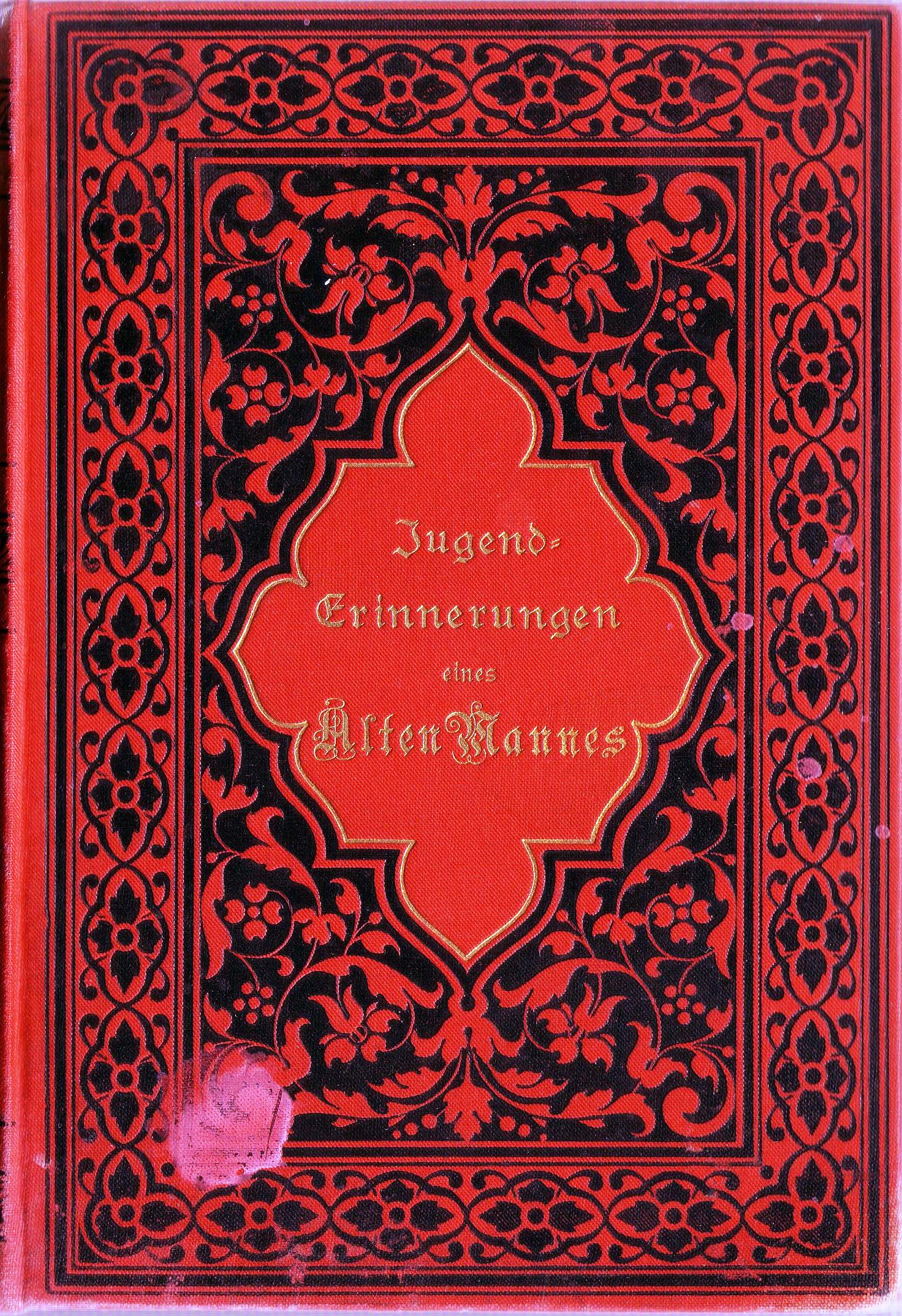
«Детские воспоминания старого человека». Обложка издания 1892 года

В 1827 году он женился на Юлии Круммахер (нем. Julie Krummacher) (1804—1909), дочери государственного суперинтенданта Ангальт-Бернбурга Фридриха Адольфа Круммахера. В этом браке родилось шестеро детей: Берта (1828), Анна (1831), Герхард (1833), Адольф (1835), Бенно (1837) и Элизабет (1839). Внук (сын Бенно), подполковник в отставке Вильгельм фон Кюгельген с 1919 по 1925 год был адъютантом фельдмаршала Пауля фон Гинденбурга в качестве личного секретаря.
В 1828—1829 и 1846 годах Вильгельм фон Кюгельген побывал в Санкт-Петербурге; написал по заказу российского императора Николая I алтарную картину для церкви Святого Олафа в Ревеле; во время второй поездки помогал Т. А. Неффу в росписи Исаакиевского собора в российской столице.
Вильгельм фон Кюгельген был страстным шахматистом. 9 января 1837 году он был одним из основателей «Шахматного клуба Балленштедта».
В 1833 году он стал придворным живописцем в Ангальт-Бернбурге и стал жить в летней резиденции Балленштедт, где оставался до своей смерти в 1867 году. Экспонировал свои работы на выставках в Дрезденской Академии искусств.
В 1840 году племянник его матери, Отто Цоге фон Мантейфель, какое-то время учился у Вильгельма живописи. В 1853 году Вильгельм фон Кюгельген стал опекуном душевнобольного герцога Александра Карла Ангальт-Бернбургского.
Вильгельм фон Кюгельген — автор широко известных мемуаров «Детские воспоминания старого человека» (Jugenderinnerungen eines alten Mannes), дающих живую и яркую картину интеллектуальной и гражданской жизни раннего романтического периода культуры Германии. Книга опубликована посмертно в 1870 году известным немецким публицистом и издателем Филиппом Энгельгардом фон Натузиусом. Немецкий писатель Адольф Штерн писал:

«Эта автобиография восхитила тысячи и тысячи читателей по общему мнению является шедевром оригинального содержания и совершенной формы, нетленных произведений немецкой литературы».
Оригинальный текст (нем.)Diese Selbstbiographie entzückte Tausende und aber Tausende von Lesern und ist mit allgemeiner Zustimmung, als ein Meisterwerk von ursprünglichem Gehalt und vollendeter Form, dem eisernen Bestand unvergänglicher Werke deutscher Literatur eingereiht worden.

Дом Кюгельгена в Балленштедте, Кюгельгенштрассе 35а, сохранился до наших дней, как и семейное захоронение на кладбище Балленштедта. С 1993 года Бернбургский «Kunstkreis Sachsen-Anhalt» присуждает стипендию имени Вильгельма фон Кюгельгена художникам изобразительного искусства. Городской музей Балленштедта «Вильгельм фон Кюгельген» назван в его честь и показывает произведения немецкой романтической живописи в двух залах.

## Галерея

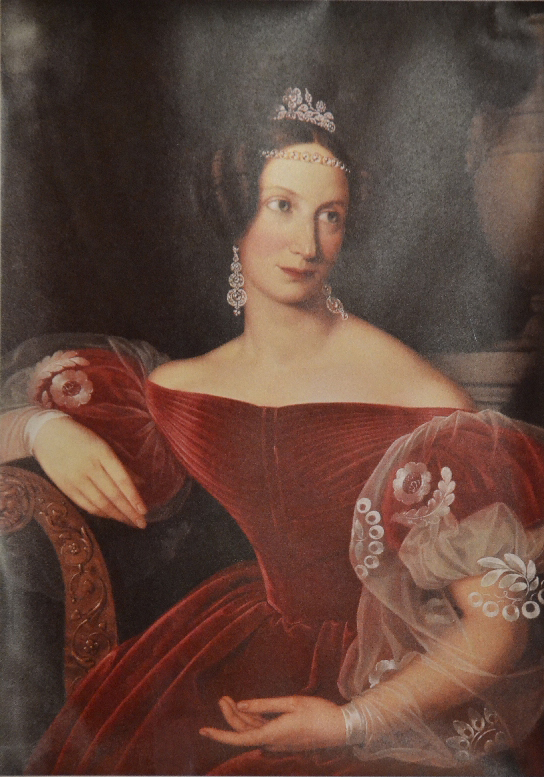
Герцогиня Фридерика Шлезвиг-Гольштейн-Зондербург-Глюксбургская. Ок. 1840. Холст, масло. Музей замка Балленштедт
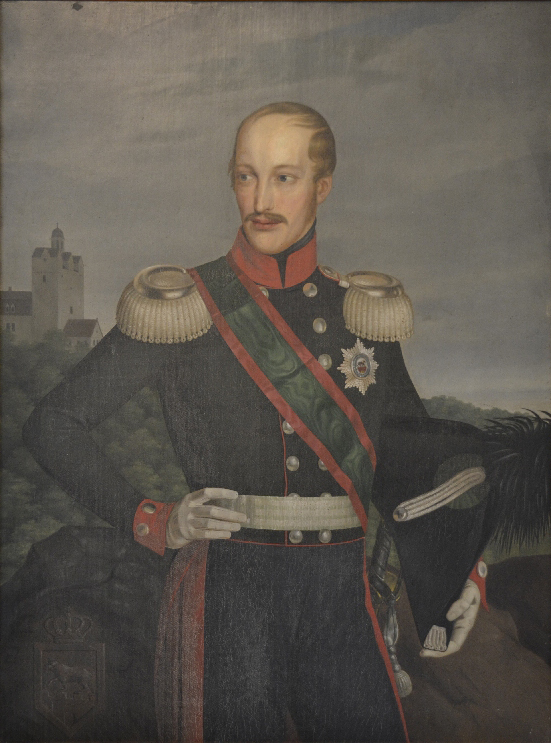
Герцог Александр Карл Ангальт-Бернбургский. Ок. 1840. Холст, масло. Музей замка Балленштедт
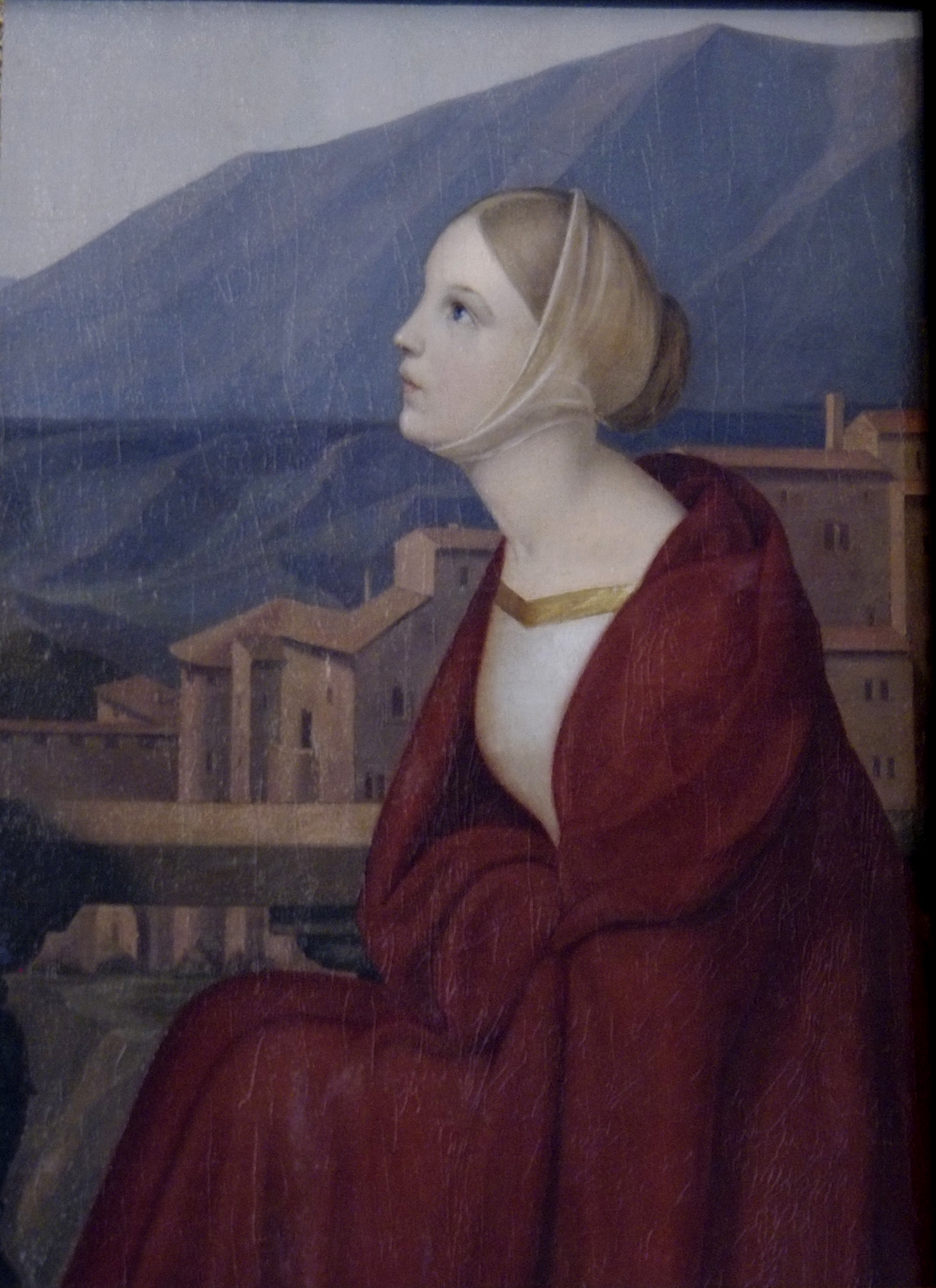
Юлия Круммахер, жена художника. 1826. Холст, масло. Музей дрезденского романтизма, Кюгельгенхаус, Дрезден
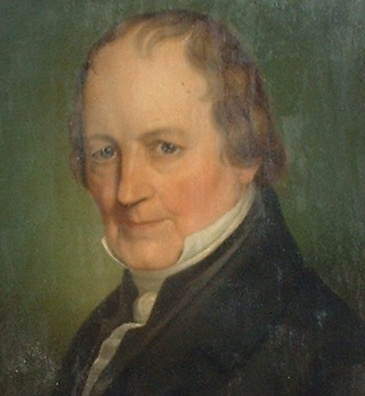
Портрет Фридриха Адольфа Круммахера. Ок. 1845. Холст, масло
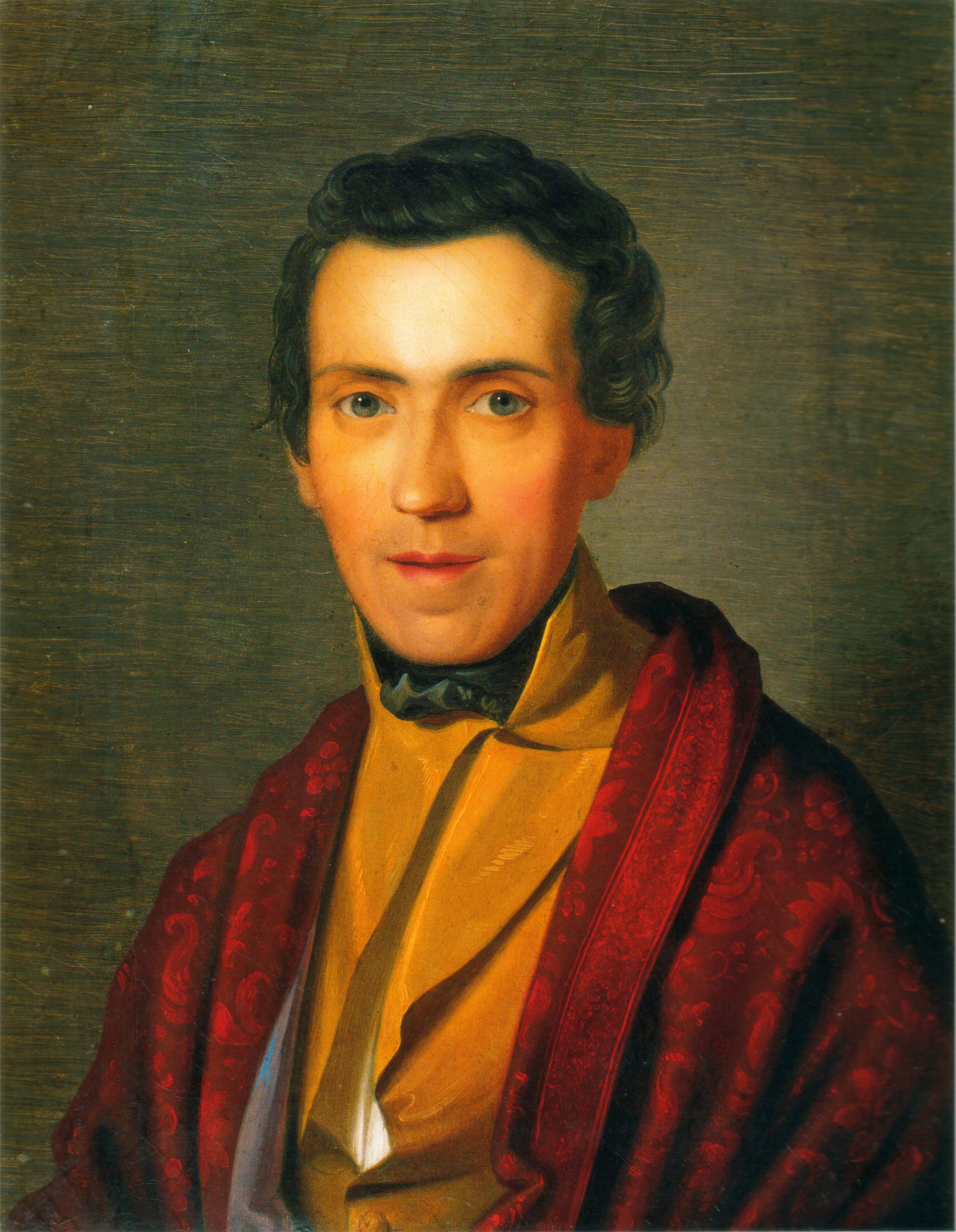
Портрет Людвига Рихтера. 1836. Холст, масло. Музей города, Дрезден
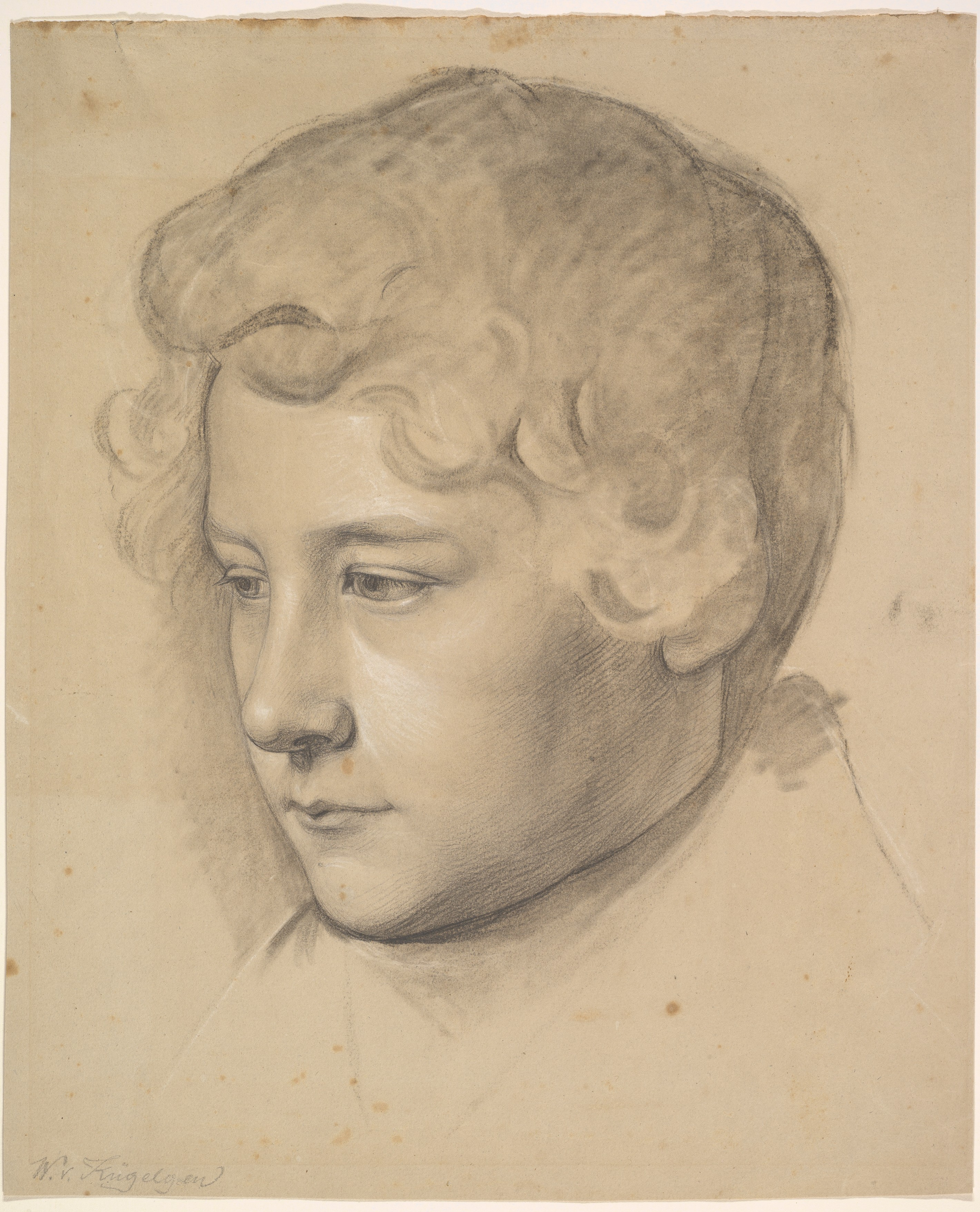
Портрет молодого человека. 1840-е. Бумага, итальянский карандаш, белила. Метрополитен-музей, Нью-Йорк